# Cavendishia tenella
Cavendishia tenella är en ljungväxtart som beskrevs av A. C. Smith. Cavendishia tenella ingår i släktet Cavendishia och familjen ljungväxter. Inga underarter finns listade i Catalogue of Life.